# Riccardo Ruotolo
Riccardo Ruotolo (* 15. November 1928 in Andria; † 1. August 2012) war ein italienischer römisch-katholischer Geistlicher und Weihbischof in Manfredonia-Vieste-San Giovanni Rotondo.

## Leben
Riccardo Ruotolo besuchte das Regionalseminar in Molfetta und studierte Theologie an der Theologischen Fakultät der St. Louis in Posillipo (Facoltà Teologica di San Luigi a Posillipo Neapel). Nach seinem Lizenziat empfing er am 15. Juli 1951 die Priesterweihe durch seinen Onkel Giuseppe Ruotolo, Bischof von Ugento-Santa Maria di Leuca. Er erwarb Abschlüsse in Kirchenrecht der Päpstlichen Universität Gregoriana in Rom (1955) und Rechtswissenschaften an der Katholischen Universität von Mailand (1956). Er war Rechtsanwalt der Rota und Vize-Präsident des kirchlichen Gerichts von Apulien.
Papst Johannes Paul II. ernannte ihn am 6. Dezember 1995 zum Titularbischof von Castulo und zum Weihbischof im Erzbistum Manfredonia-Vieste-San Giovanni Rotondo. Der Papst persönlich spendete ihm am 6. Januar 1996 die Bischofsweihe; Mitkonsekratoren waren die Kurienerzbischöfe Giovanni Battista Re, Offizial des Staatssekretariates, und Jorge María Mejía, Sekretär der Kongregation für die Bischöfe. Am 28. Februar 2004 nahm Johannes Paul II. seinen altersbedingten Rücktritt an.
Er war 25 Jahre lang (1978–2003) Sonderbeauftragter und Delegierter des Heiligen Stuhls und Präsident der „Fondazione casa Sollievo della Sofferenza, Opera di San Pio da Pietrelcina“.
Die Exsequien fanden am 2. August 2012 statt. Ruotolo war Ehrenbürger der Stadt San Giovanni Rotondo.